# Westvlams Gemiengeld Vintekoor
't Westvlams Gemiengeld Vintekoor is een Belgische zanggroep uit de provincie West-Vlaanderen. De groep telt 14 zangers en artistiek directeur Johan Catteeuw, en bestaat sinds 2000. De groep wordt getypeerd doordat men uitsluitend zingt in het dialect van de provincie, het West-Vlaams. De nummers zijn covers van bekende nationale en internationale hits, waarop eigen West-Vlaamse teksten zijn geplakt. De teksten geven vaak kritiek op alledaagse zaken, maar dat meestal met een humoristische noot.
Hoewel het koor voor de leden geen fulltime professionele bezigheid is, zorgt zijn populariteit voor meer dan 20 optredens per jaar, hoofdzakelijk binnen de provincie West-Vlaanderen. Sinds zijn bestaan heeft de groep al 36 cd's uitgebracht, waaronder Mo Gow Zeg (2003), Mo Joentjes Toch (2004), Gif Mo Slunse (2005), Gif Mo Van't Kiend (2006), Mo Kiekt eki nu si (2007), Komiek Klassiek (2008), De parodie top viftiene (2008), euh....Sintekoor (2008), Kerstceedee 2008 (2008), Mo danke wi (2009), Santé me ratje (2009), Got goan joat (2009), Ort je me joen ortjes (2010), ....goes Eurosong (2010), Mo vint toch (2011), Gif mo neute (2011), en meer recenter Vanuut uus kot (2020).
Die eerste cd bevatte veel nummers die de groep kon maken in samenwerking met talrijke regionale initiatieven. Nummers zoals "Filmacteur" werden gemaakt in opdracht van Radio 2 en werd eerst live gebracht in de Lichterveldse cinema De Keizer. Ook het nummer "Me gon olteit in West-Vloandern bluven weunen" werd op vraag van Radio 2 live gebracht, ditmaal in de Roeselaarse Reo-veiling. Nummers als "Ruus buus buus" (gebaseerd op een Sint-Maartenslied), "A mo toet gie" en de ode aan de Fransmans "Les godverdommes sont là" sloten allemaal nauw aan bij de gemeente Koekelare en werden gemaakt in samenwerking met de gemeentelijke culturele raad. Voor voetbalclub VK Koekelare zong men de nummers "Voruut met die bolle" en "Boenke boenke", en voor Cercle Brugge mocht men een kampioenenlied "De Cercle is kampioen" creëren.
In 2020 bracht de groep de cd Vanuut uus kot uit. Het bevat 12 nummers die geïnspireerd zijn op de coronacrisis en er een luchtige noot aan geven.
In 2019 werd het nieuws bekend gemaakt dat de groep er mee zou ophouden na 20 jaar. Aanvankelijk werd gepland om de laatste optredens in 2020 te laten doorgaan, maar vanwege de coronacrisis werd beslist om nog door te gaan tot 2021 en de afscheidsconcerten te verplaatsen naar 18 en 18 juni 2021.